# Saison 22 de New York, police judiciaire
 (avril 2024).
La mise en forme du texte ne suit pas les recommandations de Wikipédia : il faut le « wikifier ».
Les points d'amélioration suivants sont les cas les plus fréquents :
- Les titres sont pré-formatés par le logiciel. Ils ne sont ni en capitales, ni en gras.
- Le texte ne doit pas être écrit en capitales (les noms de famille non plus), ni en gras, ni en italique, ni en « petit »…
- Le gras n'est utilisé que pour surligner le titre de l'article dans l'introduction, une seule fois.
- L'italique est rarement utilisé : mots en langue étrangère, titres d'œuvres, noms de bateaux, etc.
- Les citations ne sont pas en italique mais en corps de texte normal. Elles sont entourées par des guillemets français : « et ».
- Les listes à puces sont à éviter, des paragraphes rédigés étant largement préférés. Les tableaux sont à réserver à la présentation de données structurées (résultats, etc.).
- Les appels de note de bas de page (petits chiffres en exposant, introduits par l'outil «  Source ») sont à placer entre la fin de phrase et le point final[comme ça].
- Les liens internes (vers d'autres articles de Wikipédia) sont à choisir avec parcimonie. Créez des liens vers des articles approfondissant le sujet. Les termes génériques sans rapport avec le sujet sont à éviter, ainsi que les répétitions de liens vers un même terme.
- Les liens externes sont à placer uniquement dans une section « Liens externes », à la fin de l'article. Ces liens sont à choisir avec parcimonie suivant les règles définies. Si un lien sert de source à l'article, son insertion dans le texte est à faire par les notes de bas de page.
- La présentation des références doit suivre les conventions bibliographiques. Il est recommandé d'utiliser les modèles {{Ouvrage}}, {{Chapitre}}, {{Article}}, {{Lien web}} et/ou {{Bibliographie}}. Le mode d'édition visuel peut mettre en forme automatiquement les références.
- Insérer une infobox (cadre d'informations à droite) n'est pas obligatoire pour parachever la mise en page.

Pour une aide détaillée, merci de consulter Aide:Wikification.
Si vous pensez que ces points ont été résolus, vous pouvez retirer ce bandeau et améliorer la mise en forme d'un autre article.
Chronologie
Saison 21 Saison 23
Cet article présente la vingt-deuxième saison de New York, police judiciaire, série télévisée américaine diffusée sur NBC.

## Distribution

### Acteurs principaux
- Jeffrey Donovan (VF : Yann Guillemot) : Détective Frank Cosgrove
- Mehcad Brooks (VF : Frantz Confiac) : Détective Jalen Shaw
- Camryn Manheim (VF : Josiane Pinson) : Lieutenant Kate Dixon
- Hugh Dancy (VF : Valéry Schatz) : Procureur adjoint Nolan Price
- Odelya Halevi (VF : Camille Ravel) : Substitut du procureur Samantha Maroun
- Sam Waterston (VF : Michel Paulin) : Procureur Jack McCoy

### Acteurs récurrents
- Connie Shi (VF : Léopoldine Serre) : Détective Violet Yee
- Alayna Hester (VF : Lila Lacombe) : Lily Cosgrove
- Milica Govich : Juge de première instance Leanne Dreben

### Invités deNew York, unité spéciale
- Mariska Hargitay (VF : Dominique Dumont) : Capitaine Olivia Benson
- Kelli Giddish (VF : Anne Dolan) : Détective Amanda Rollins
- Peter Scanavino (VF : Jérôme Pauwels) : Subtitut du procureur Dominick Carisi Jr.

### Invités deNew York, crime organisé
- Christopher Meloni (VF : Jérôme Rebbot) : Détective Elliot Stabler
- Ainsley Seiger (en) (VF : Margaux Maillet) : Détective Jet Slootmaekers

## Liste des épisodes
1. Protection à haut risque
2. Convictions mortelles
3. La Loi, rien que la loi
4. Qu’importe les moyens
5. Le Mot de trop
6. Par manque de temps
7. Le Bourreau des cœurs
8. Les Ordres sont les ordres
9. Le Criminel innocent
10. Témoins gênants
11. Pas de sa faute…
12. Influenceurs sous influence
13. Le Prix de la foi
14. Jalousie mortelle
15. Rumeurs dangereuses
16. Entre le marteau et l’enclume
17. Juge et partie
18. Lodestar
19. Mal dans sa peau
20. Secrets et mensonges
21. On n’achète pas la justice
22. Les Principes avant les sentiments

### Épisode 1:Protection à haut risque
- États-Unis : 22 septembre 2022 sur NBC
- France : 24 novembre 2023 sur 13e rue

- États-Unis : 4.69 millions de téléspectateurs[1]

- Beau Knapp : Mark Sirenko
- Pasha D. Lychnikoff : Daniel Rublev
- Jaci Calderon : Nicole Merrick
- Michael Kostroff : Evan Braun
- Tonye Patano : Juge de première instance Linda Maskin
- Gene Farber : Andre Lenkov
- Lori Hammel : Jackie Conley
- CJ Williams : Officier Dawson
- Tom Souhrada : Avocat
- Daralyn Jay : Journaliste #2
- Jesse Allis : Journaliste #3
- Asen Grigorov : Vigile #1
- Alexandra Avezova : Ava Marchenko
- William Grodnick : Policier (non-crédité)
- Neil Towne : Avocat (non-crédité)
- Anastasia Wolfe : Victime (non-créditée)

### Épisode 2:Convictions mortelles
- États-Unis : 29 septembre 2022 sur NBC
- France : 24 novembre 2023 sur 13e rue

- États-Unis : 4.40 millions de téléspectateurs[2]

- Liza J. Bennett : Drea Clark
- Sally Murphy : Barbara Carter
- Ric Reitz : Gouverneur Ronald Carter
- Jim Schubin : Blake Carter
- Liam Obergfoll : Tyler Robbins
- Allie Vazquez : Simone Richards
- Kevin Dunn : Keith Hollins
- Marco Torriani : Steven Cabrera
- Jazmin Williams : Moira Sever
- Raegan Vaughn : Valerie Adams
- Aizzah Fatima : Annemarie Mercer, médecin légiste
- Angelina Boris : Becca Carter
- Roni Geva : Superviseur de patrouille
- Jamie Craib : Policier #1
- Angel Luis : Policier #2
- Maya Cuevas : Président des jurés
- David Marantz : Vagabond
- Kai Antonio Rivera : Performeur 1
- Nelson Chalas : Performeur 2
- Kara Rosella : Tireuse
- Nate Ketchum : Coureur
- Iván Amaro Bullón : Officier de la police de New York (non-crédité)
- Diane DeSalvo-Beebe : Manifestant pro-vie (non-crédité)
- Aurea González : Visiteur de la morgue en deuil (non-crédité)
- Bob Leszczak : Policier chargé du contrôle des foules (non-crédité)
- Alessandro N. Ricchiari : Spectateur (non-crédité)

### Épisode 3:La Loi, rien que la loi
- États-Unis : 6 octobre 2022 sur NBC
- France : 1er décembre 2023 sur 13e rue

- États-Unis : 4.06 millions de téléspectateurs[3]

- Claire Coffee : Andrea Rankin
- Tru Collins : Jessica Farrell
- Tyrone Mitchell Henderson : Juge de première instance Arnold Pappas
- Jonas Barranca : Aaron Rossi
- Brad Heberlee : Dr. Stanley Thibodeau
- Emily Rudolph : Kimmi Hsu
- Helen Cespedes : Procureur Maldonado
- Dale Duko : Gary Olenski
- Ryan M. Shaw : Mark Owens
- Savannah Dahan : Lacey Farrell
- Gia Galeano : Procureur des États-Unis Simms
- Ian Bell : John Nelson
- Will T. Travis : Officier Dennis Coleman
- Claire Smith : Jeune femme
- Ethan Levy : Josh Weller, membre de l'unité d'intervention en matière d'assistance technique (TARU)
- Tara Fitzgerald : Femme
- King David Jones : Président des jurés
- Brianna Joy : Juré #1
- Peter Angelinas : Juré #2

### Épisode 4:Qu’importe les moyens
- États-Unis : 13 octobre 2022 sur NBC
- France : 1er décembre 2023 sur 13e rue

- États-Unis : 3.95 millions de téléspectateurs[4]

- John Bedford Lloyd : Jerry Ryan
- Romy Rosemont : Rachel Hunt
- Corey Cott : Niles Harper
- Jeremy Crutchley : Chef Victor Bernini
- Leon Addison Brown : Juge Kenneth Maldonado
- Elina Golde : Christina Watkins
- Barbra Wengerd : Patti Watkins
- Angela Jeanneau : Megan
- Thomas Silcott : Juge Martin
- Courtney Peck : Anya
- Luis Berrio : Jared
- Morrison Keddie : Scott Baker
- Bridget Kim : Stef
- Walter Turney : Mateo
- Dani Marcus : Enquêteur médico-légal
- Laura Patinkin : Alicia Stark, médecin légiste
- Rosie McDonald : Policière #1
- Ana Moioli : Technicienne de la police scientifique #1
- Brian Faas : Contremaître
- Iván Amaro Bullón : Officier de la police de New York (non-crédité)

### Épisode 5:Le Mot de trop
- États-Unis : 27 octobre 2022 sur NBC
- France : 8 décembre 2023 sur 13e rue

- États-Unis : 4.18 millions de téléspectateurs[5]

- Charles Parnell : Ezra Nichols
- Michael Boatman : Dave Seaver, avocat de la défense
- Hilary Ward : Michele Nichols
- Diane Ciesla : Juge Evelyn Boyd
- Isaiah Nicholas Pierce : Cyrus Nichols
- Caylie Filipa : April Parks
- Anya Miller : Molly Zinkow
- Bryan Eng : Jordan Tyler
- Sammy Pignalosa : Jeremy Moore
- David Manuele : Sebastian Meade
- Erik Schark : Larry Brand
- Ivana Skelin : Magda Chezlak
- Antonio Edwards Suarez : Juge Luis Hernandez
- Larissa Gritti : Enquêteur médico-légal
- Jamie Guyer : Technicien #1
- Freddie Lee Bennett : Technicien #2
- Tia DeShazor : Policière #1
- Barbara Linton : Alice Meade
- Roosevelt Davis : Greffier de la Cour
- Jonathan Auguste : Videur
- Jack Lynch : James Pell
- Iván Amaro Bullón : Officier de la police de New York (non-crédité)
- Hal Panchansky : Juré #5 (non-crédité)

### Épisode 6:Par manque de temps
- États-Unis : 3 novembre 2022 sur NBC
- France : 8 décembre 2023 sur 13e rue

- États-Unis : 3.73 millions de téléspectateurs[6]

- Liza Colón-Zayas : Lara Vega
- Gary Perez : Juge Sydney Bolden
- Brian D. Coats : Eddie Wells
- Kai Heath : Jasmine Omari
- Annabelle René : Sofia
- Rami Margron : Emma Atkins
- J. Bernard Calloway : Procureur Marcus Wallace
- Garrett Richmond : Eriq Gwynn
- Thomas Silcott : Juge Martin
- Perry Strong : Manager de la pharmacie
- Terrance Murphy : Perry Wyatt
- Khan May : Declan
- Eric Santiago : Keith Castillo
- Rebecca Guerrero : Jeune femme
- Doug Goldring : Homme
- Robin Reck : Président des jurés
- Iván Amaro Bullón : Officier de la police de New York (non-crédité)
- Rhett Sever : Galerie (non-crédité)

### Épisode 7:Le Bourreau des cœurs
- États-Unis : 10 novembre 2022 sur NBC
- France : 15 décembre 2023 sur 13e rue

- États-Unis : 4.08 millions de téléspectateurs[7]

- Mark Feuerstein : Devon Miller
- Alysia Reiner : Grace Pollard
- C. David Johnson : Juge Harold Leone
- Francesca Faridany : Dana Clarkson
- Harriett D. Foy : Juge Arlene Jones
- Bobby Daniel Rodriguez : Peter Royce
- Eric Engleman : Mark Zanford
- Jennifer Babiak : Paula Michaels
- Elle Rigg : Gabby Zanford
- Betty Weinberger : Lucy Bennett
- Jamal Thomas : Procureur Brian Lindmark
- David Moreland : Procureur Lou Jenkins
- Kaitlin Riley : Policière #1
- Alexandra Palting : Shannon Royce
- Andrew Mayer : Manager
- Adel Telesia : Journaliste #1
- John Jay Buol : Journaliste #2
- Jaylene Clark Owens : Greffière
- Sarah Alice Shull : Officier de la Cour
- Tiffanie Chau-Dang : Présidente des jurés
- Iván Amaro Bullón : Officier de la police de New York (non-crédité)

### Épisode 8:Les Ordres sont les ordres
- États-Unis : 17 novembre 2022 sur NBC
- France : 15 décembre 2023 sur 13e rue

- États-Unis : 4.57 millions de téléspectateurs[8]

- Marsha Stephanie Blake : Erica Knight
- Kenneth Trujillo : Vincent Martinez
- Trevor Peterson : Luke Fallon
- Dipa Anitia : Sonya Chakrabarti
- William Charlton : Juge Thomas Hatcher
- Amor Owens : Dr. Greta Simon
- Michael Bakkensen : Sergent Brice Crawford
- Jennie Eisenhower : Dr. Denise Cohen
- Chandra Michaels : Shelly Lucas
- Laura D'Andre : Melinda Lockett
- John Sloman : Gideon De Hart
- Cole Francum : Silas
- Shane Jensen : Manager du bistro
- Daniel Danielson : Enquêteur médico-légal
- Hope Jones : Policière #1
- Bob Juergens : Alexander Lockett
- Earle Hugens : Voisin curieux
- Louis Lourens : Président des jurés
- Iván Amaro Bullón : Officier de la police de New York (non-crédité)
- Neil Towne : Avocat (non-crédité)

### Épisode 9:Le Criminel innocent
- États-Unis : 8 décembre 2022 sur NBC
- France : 22 décembre 2023 sur 13e rue

- États-Unis : 4.14 millions de téléspectateurs[9]

- Chaundre Hall-Broomfield : Troy Booker
- Milauna Jackson : Avocate de la défense Jackson
- Mandy Siegfried : Mandy Foster
- Robert Newman : Warden
- Raymond Anthony Thomas : Juge Desmond Bell
- Linda Manning : Alana
- Catrina Ganey : Leanne Booker
- Bowman Wright : Owen Burroughs
- Jequrey Slaton : Steven Booker
- Matthew Sean Blumm : Randall Foster
- Jamie Craib : Policier #1
- Rita Sengupta : Présidente des jurés
- Alysa Renee' Rambo : Otage
- Alexandra Merritt Mathews : Officier de la Cour
- Joe Pomarico : Chef de l'unité d'urgence de la police de New York
- Jon Martin : Membre de l'unité d'urgence de la police de New York #1
- Iván Amaro Bullón : Officier de la police de New York (non-crédité)
- Valisa Tate : Femme poussant la poussette (non-crédité)

### Épisode 10:Témoins gênants
- États-Unis : 5 janvier 2023 sur NBC
- France : 22 décembre 2023 sur 13e rue

- États-Unis : 4.73 millions de téléspectateurs[10]

- Michael Park : Eric Wise
- Sarah Himadeh : Soraya Hamoud
- Gabe Fazio : Randall Tully
- Justin Kucsulain : Ian Belsky
- Sam Daly : Gavin Stulner
- Lawrence Arancio : Juge Desmond
- Dylan Baker : Avocat de la défense Sanford Rems
- Adam Wade McLaughlin : Paul Garson
- Donna Vivino : Rachel Ford
- L. James : Obie White
- Grayson DeJesus : Michael Higueres
- Whitney Bashor : Samantha Morris
- David Moreland : Procureur Lou Jenkins
- Jeffrey Salce : Luis Morales
- LaShae Green : Policier #1
- Ellie Fishman : Technicienne-enquêtrice médico-légal
- Elizabeth Arija : Technicienne de l'unité d'intervention en matière d'assistance technique #1
- Keisha Gilles : Présidente des jurés
- Nii Adu Clerk : Lookout
- Sophia Sharaf : Injila Hamoud
- Kervin Peralta : Homme
- Drew Phillips : Dealer
- Scott Vogel : Sans-abri
- Iván Amaro Bullón : Officier de la police de New York (non-crédité)

### Épisode 11:Pas de sa faute…
- États-Unis : 12 janvier 2023 sur NBC
- France : 29 décembre 2023 sur 13e rue

- États-Unis : 4.64 millions de téléspectateurs[11]

- Damon Gupton : Procureur Thorpe
- Lana Young : Juge Mebane
- Nicole Ansari-Cox : Zara Maroun
- Brandon Tyler Moore : Jessie Erickson
- Tyra Joy Smith : Sonya
- B.J. Clinkscales : Jordan Spall
- Juan Carlos Diaz : Miguel Perez
- Brian O'Brien : Ted Erickson
- Robyn Ross : Mary Erickson
- Larese King : Derek Stanton
- Laura Patinkin : Dr. Alicia Stark
- Christopher Randolph : Juge Linder
- Theodus Crane : William Barnes
- Kathryn Markey : Kelly Corcoran
- Phyllis Johnson : Lena
- Joe Hernandez-Kolski : Dr. Maurice Acevedo
- Henry Eden : Kyle Brimmer
- Jesse Reid : Conseiller d'orientation
- Noah Crandell : Travis
- Rebecca Newton : Procureure Therese Selman
- Ana Ribeiro : Enquêtrice médico-légal
- Taisha Perez : Policière #1
- Aixa Mastrangelo : Greffière de la Cour
- Francis Lawrence : Vendeur de rue
- Iván Amaro Bullón : Officier de la police de New York (non-crédité)
- Rhett Sever : Galerie (non-crédité)

### Épisode 12:Influenceurs sous influence
- États-Unis : 26 janvier 2023 sur NBC
- France : 29 décembre 2023 sur 13e rue

- États-Unis : 5.38 millions de téléspectateurs[12]

- Natalie Gold : Megan Wallace
- Danny Garcia : Virgil Gilbert
- Jasmin Walker : Avocat de la défense Amanda Shea
- Patrick Ball : Jason Wheeler
- Kiera Allen : Amber Koenig
- Garrett Gallego : Max Brewer
- Claire Karpen : Mme Barone
- Andrea Ilene Shapiro : Nancy Bradshaw
- William DePaolo : Phil Brewer
- Diane Ciesla : Juge Evelyn Boyd
- Andrew Kober : Sean Kapinski
- Antonio Edwards Suarez : Juge Luis Hernandez
- AJ Landy : Eli Barone
- Shayaan Siddiqui : Brian Knox
- Max Beckman : Finn
- Emily Berman : Enquêtrice médico-légal
- Hillary Dominguez : Lydia
- Danny Arnold : Greffier
- Danny Marin : Adolescent #1
- Dean Cestari : Adolescent #2
- Katie Kocik : Employée
- Iván Amaro Bullón : Officier de la police de New York (non-crédité)
- Michael DeBarge : Procureur (non-crédité)
- Will Fitz : Avocat (non-crédité)
- Rhett Sever : Avocat (non-crédité)

### Épisode 13:Le Prix de la foi
- États-Unis : 2 février 2023 sur NBC
- France : 5 janvier 2024 sur 13e rue

- États-Unis : 4.98 millions de téléspectateurs[13]

- Lawrence Gilliard Jr. : Procureur Aaron Dressler
- Lyriq Bent : Pasteur Mike Butler
- Colby Lewis : Révérend Henry Sherman
- Willie C. Carpenter : Pasteur Samuel Bryant
- Donald Paul : Lonnie Ballard
- Joe Urla : Judge Graber
- Jamar Greene : Ruben Grandy
- Benjamin Bonenfant : Nathan Brae
- Bryce Michael Wood : Bobby Gorman
- Michael Everett Johnson : Jacob Conley
- Kathy Deitch : Juge Melanie Bowers
- Horace V. Rogers : Procureur Phillip Gale
- Rachael Chau : Sarah Chen
- Tia DeShazor : Policière
- Larissa Gritti : Enquêtrice médico-légal
- Irma Cadiz : Greffière
- Jhordan Munn : Emily Wade
- Joe Pomarico : Officier de l'unité d'urgence de la police de New York #1
- Hannah Asencio : Chanteuse de la chorale de Harlem
- Deana Cowan : Chanteuse de la chorale de Harlem
- Johnique Edwards : Chanteur de la chorale de Harlem
- Gregory M. Kelly : Chanteur de la chorale de Harlem
- Turner C. Messer : Chanteur de la chorale de Harlem
- Lateria Powell : Chanteuse de la chorale de Harlem
- Michael Reid : Chanteur de la chorale de Harlem
- Allison Simmons : Chanteuse de la chorale de Harlem
- Damion Tristan : Chanteur de la chorale de Harlem
- Iván Amaro Bullón : Officier de la police de New York (non-crédité)
- Stephen Burgi : Détective (non-crédité)

### Épisode 14:Jalousie mortelle
- États-Unis : 16 février 2023 sur NBC
- France : 5 janvier 2024 sur 13e rue

- États-Unis : 4.75 millions de téléspectateurs[14]

- Shawn Hatosy : Officier Nick Riley
- Damian Young : Dan Powell
- Alphonso Walker Jr. : King Matisse
- Sonnie Brown : Juge Patricia Lewis
- Shemar Jonas : Bishop Bell
- Sean Davis : Drake Moore
- James Arthur Sims : Walter Gray
- Gregory Gibson II : Jasper
- Julius Rubio : Mason
- Lamar Baucom-Slaughter : Cameron Green
- Dominique Mari : Allison
- Nelson Ascencio : Luis
- Renée Stork : Juge Whitney
- Justin Díaz : Chris
- John Borras : Avocat bénévole de la police
- Nancy Ma : Enquêtrice médico-légal
- Imani Pearl Williams : Policière #1
- Robby Keown : Policier #2
- Victoria Seabrooks : Hannah Gray
- Benny Iler : Homme imposant
- Christian Ruiz : Président des jurés
- Iván Amaro Bullón : Officier de la police de New York (non-crédité)
- Dennis Daniel : Détective (non-crédité)
- Bob Leszczak : Piéton (non-crédité)
- Valisa Tate : Danseuse (non-crédité)
- Neil Towne : Membre de l'unité d'urgence de la police de New York (non-crédité)
- Scott Vogel : Sans-abri (non-crédité)

### Épisode 15:Rumeurs dangereuses
- États-Unis : 23 février 2023 sur NBC
- France : 12 janvier 2024 sur 13e rue

- États-Unis : 4.71 millions de téléspectateurs[15]

- Derek Cecil : Brian Burke
- David Aaron Baker : Daniel DeLuca
- Zabryna Guevara : Amanda Stanley
- Angel Desai : Juge Roberta Hines
- Candi Boyd : Sarah Flynn
- Jorge Luna : Dr. Ian Hopkins
- Darius Wallace : Sergent Frank Matthews
- Justin Gentry : Officier Steve Wagner
- Savannah Frazier : Erin Thayer
- Andrew Mauney : Greg Donnelly
- Morgan Davis : Procureur Milton Cass
- James M. Reilly : Officier Tim Farley
- Taylor Grae : Policier
- Yvonne Cecelia : Vigile
- Pi Smith : Président des jurés
- Brian Ariotti : Businessman (non-crédité)
- Iván Amaro Bullón : Officier de la police de New York (non-crédité)
- Amber Dawson : Galerie de la salle d'audience (non-crédité)
- Neil Towne : Avocat (non-crédité)
- Aidan Gavril Wallace : Avocat (non-crédité)

### Épisode 16:Entre le marteau et l’enclume
- États-Unis : 23 mars 2023 sur NBC
- France : 12 janvier 2024 sur 13e rue

- États-Unis : 4.41 millions de téléspectateurs[16]

- Andrew Rothenberg : David Costa
- Forrest Weber : Lucas Hobbs
- Hannah Cabell : Renee Gittens
- Emma Van Lare : Julia McAllister
- Kevin Dunn : Keith Hollins
- Christian Haines : Stephen Fulcher
- Drew Drake : Lamar Cordell
- Sid Solomon : Dennis Tillery
- Zal Owen : Caleb Ackerman
- Mara Kassin : Procureure Selena Arbus
- Alex Shafer : Jacob Ackerman
- Daniel Danielson : Enquêteur médico-légal #1
- Galen Sho Sato : Enquêteur médico-légal #2
- Mariah Naomi Sanchez : Policière #1
- James La Rosa : Policier #2
- Michael Ford : Technicien #1
- Adrian Stein : Président des jurés
- Jeff Constantakis : Superviseur de la construction
- Iván Amaro Bullón : Officier de la police de New York (non-crédité)

### Épisode 17:Juge et partie
- États-Unis : 30 mars 2023 sur NBC
- France : 19 janvier 2024 sur 13e rue

- États-Unis : 4.22 millions de téléspectateurs[17]

- Tim DeKay : Juge Ephraim Raymer
- Paul Schneider : Daniel Strawn
- George Hampe : Tyler Minter
- Darrin Baker : Malcolm Benning
- Elan Zafir : Adam Grassley
- Triney Sandoval : Manny Carter
- B. Todd Johnston : Owen Bardo
- Kate Goehring : Laura Bender
- Alexander Ortiz : Luis Cortez
- Erica Mansfield : Jessica Raymer
- Ian Poake : Tommy Calfo
- Robert Mauzell : Drew Long
- Alexander Roberts : Policier #1
- Bree Ogaldez : Bella
- William Jefferson Jr. : Messager
- Justine J. Hall : Présidente des jurés
- Robyne Parrish : Rachel Bender
- Iván Amaro Bullón : Officier de la police de New York (non-crédité)
- Will Fitz : Park Goer (non-crédité)
- Ingrid Matias : Galerie (non-crédité)

### Épisode 18:Lodestar
- États-Unis : 6 avril 2023 sur NBC
- France : 19 janvier 2024 sur 13e rue

- États-Unis : 4.39 millions de téléspectateurs[18]

- Geneva Carr : Jenny Newhall
- Zak Orth : Harry Kagan
- Nora Dale : Jocelyn Davis
- Sadie Veach : Sienna Barton
- Jess Prichard : Zach Elfont
- Carter Roy : David Newhall
- Joseph Kamal : Juge Wall
- Abby Stoffel : Ava Newhall
- David Winning : Ike Barton
- Niguel Quinn : Ken Stinson
- Ryan Brennan : Wally Coulter
- Kristopher Charles : Donnie Preston
- Bobby James Evers : Peter Flores
- Aizzah Fatima : Dr. Annemarie Mercer
- Greg Wagner : Juge Marvin Nichols
- Mike Funk : Officier Gene Blair
- Chloé Lexia Worthington : Femme #1
- Giulia Cowie : Femme #2
- Grace Aiello Antczak : Femme #3
- Iván Amaro Bullón : Officier de la police de New York (non-crédité)
- Justin Timothy Moultrie : Détective (non-crédité)

### Épisode 19:Mal dans sa peau
- États-Unis : 27 avril 2023 sur NBC
- France : 26 janvier 2024 sur 13e rue

- États-Unis : 3.92 millions de téléspectateurs[19]

- Sasha Alexander : Kristin Bartell
- Brooke Smith : Procureure Allison Dumont
- Kara Jackson : Debra Myers
- Christian Conn : Robert Myers
- Oliver Spenceman : Taylor Myers
- Kathleen Regan : Theresa Branum
- Ramsey Faragallah : David Prescott
- Rebekah Brockman : Susan Bartell
- Jordan David Wallace : Paul Koening
- Paige Turner : Dwayne Washington
- Haley Rawson : Andrea Stevens
- Mara Cecilia : Vanessa Lubek
- Antonio Edwards Suarez : Juge Luis Hernandez
- Ana Ribeiro : Enquêtrice médico-légal #1
- Kaitlin Riley : Policière #1
- Nathan J Cusson : Barista
- Alexandra Castro : Greffière
- Iván Amaro Bullón : Officier de la police de New York (non-crédité)
- Neil Towne : Membre de l'unité d'urgence de la police de New York (non-crédité)

### Épisode 20:Secrets et mensonges
- États-Unis : 4 mai 2023 sur NBC
- France : 26 janvier 2024 sur 13e rue

- États-Unis : 4.18 millions de téléspectateurs[20]

- Justina Machado : Lauren Whitmer
- Ilana Becker : Heather Elliot
- Casey Simpson : Aaron Cole
- Kylie Victoria Edwards : Sophia Elliot
- Gary Lee Mahmoud : Dr. Alan Meyerson
- Anna Rizzo : Julia Cosgrove
- Gabriel Gutierrez : Layton Miller
- John Pigate : Lawrence Cole
- Lil Malinich : Cynthia Cole
- Benjamin J. Young : Cooper Walsh
- Nicole Van Giesen : Nicole Geller
- Kimberly S. Fairbanks : Juge Maria Cruz
- Joseph Will : Jerome Elliot
- Daniel Danielson : Enquêteur médico-légal
- Brittane Rowe : Présidente des jurés
- Siliek Wynder : Homme imposant
- Iván Amaro Bullón : Officier de la police de New York (non-crédité)

### Épisode 21:On n’achète pas la justice
- États-Unis : 11 mai 2023 sur NBC
- France : 2 février 2024 sur 13e rue

- États-Unis : 3.93 millions de téléspectateurs[21]

- Kate Jennings Grant : Debra Gates
- Nicholas Podany : Matthew Nelson
- Christina Brucato : Madison Platt
- Tonye Patano : Juge de première instance Linda Maskin
- Patrick Mulvey : Bruce Platt
- Vivia Font : Procureure Susan Koslow
- Jackson Mercado : Brett Greyson
- Adam Smith Jr. : Kevin Marquette
- Gina Daniels : Lydia Baker
- Atticus Cain : Steve Baker
- Morgan McGhee : Sarah Baker
- Lawrence Oliver Cherry : Juge Henry Pomarole
- Nicole Orabona : Détective Arielle Lehane
- Robby Keown : Policier #1
- Tia DeShazor : Policière #2
- Jeff Mark : Invité
- Jamie Guyer : Technicien de police scientifique #1
- Joe Rumi : Technicien de police scientifique #2
- Carlos Morrow : Jeune homme
- Maria Cristina Slye : Lookie Loo
- Brenda Orellana : Présidente des jurés
- Iván Amaro Bullón : Officier de la police de New York (non-crédité)
- Giuliano Ciabatta : Client de Créations Futuristes (non-crédité)
- Ken Holmes : Technicien médico-légal (non-crédité)

### Épisode 22:Les Principes avant les sentiments
- États-Unis : 18 mai 2023 sur NBC
- France : 2 février 2024 sur 13e rue

- États-Unis : 3.96 millions de téléspectateurs[22]

- Elisabeth Waterston : Rebecca McCoy
- Dennis Flanagan : Derek Quinn
- Ellyn Jameson : Nicole Chandler
- Tijuana Ricks : Commissaire Hanlon
- Brian Haley : Sénateur Alan Chandler
- Angel Desai : Juge Roberta Hines
- Catherine Mary Stewart : Victoria Chandler
- Merritt Janson : Carla Braun
- Lance Roberts : John Craven
- Suehyla El-Attar Young : Dr. Michelle Gold
- Daniel Hilt : Dave Bell
- Marlowe Holden : Elena Quinn
- Julius Thomas III : Silas
- Benjamin Magnuson : Jim Bronson
- David Sherod : Asher
- Veronica Fiaoni : Photographe de mariage
- Jaylene Clark Owens : Greffière
- Maureen Fenninger : Présidente des jurés
- Joshua Craig : Homme sortant le téléphone
- Nico Amatullo : Membre de la galerie (non-crédité)
- Iván Amaro Bullón : Officier de la police de New York (non-crédité)
- Patrick Klein : Membre du S.W.A.T (non-crédité)
- Bob Leszczak : Vidéaste du tribunal (non-crédité)
- Willis Williams : Juré #4 (non-crédité)